# Stazione di Prevalle
La stazione di Prevalle (fino al 1915, Goglione Sopra, in seguito, fino al 1928, Goglione) fu uno scalo della Rezzato-Vobarno a servizio dell'omonimo comune.

## Storia
La stazione fu aperta al servizio pubblico il 16 maggio 1897 assieme al primo tronco Rezzato-Tormini. Fu posizionata sulla strada che collegava Goglione Sopra, ai tempi comune autonomo, a Calvagese della Riviera.
Lungo il suo arco di vita, la stazione seguì tutte le vicende societarie della linea ferroviaria: fino al 1904 fu gestita dalla Società Anonima per la ferrovia Rezzato-Vobarno e Valle Sabbia (FRVVS), dal 1904 al 1909 dalla Società Anonima per la Ferrovia Rezzato-Vobarno-Caffaro, quindi dalla provincia di Brescia fino alla prima guerra mondiale, quando l'esercizio passò alle Ferrovie dello Stato (FS). Nel 1921, fu ceduta dalla provincia alla Società Elettrica Bresciana (SEB), che gestiva la rete tranviaria extraurbana di Brescia.
L'impianto fu ribattezzato Goglione nel 1915, mentre a partire da luglio 1928 fu chiamato Prevalle, adeguandosi alla denominazione del nuovo comune costituitosi dall'unione di Goglione Sopra e di Goglione Sotto.
Nel 1930, la SEB costituì una nuova società anonima, la Ferrovia Rezzato-Vobarno (FRV), che prese in carico la linea.
A seguito della decisione del Gruppo SEB di instradare i tram della Brescia-Salò sul tratto ferroviario tra Virle Treponti e Tormini Stazione, a partire dal 23 agosto 1931 fino al 10 luglio 1954 lo scalo fu servito anche dalle corse della linea tranviaria. Il servizio passeggeri ferroviario fu mantenuto fino alla seconda guerra mondiale.
Dopo il 1954, la stazione mantenne il servizio merci e cessò l'operatività il 23 marzo 1968 assieme al resto della ferrovia.

## Strutture e impianti
La stazione era dotata di fabbricato viaggiatori, dello stesso stile della altre della linea come Nuvolera, Tormini Stazione e Vobarno Ferriera, e di uno scalo merci con magazzino e piano caricatore.
Il piazzale contava tre binari: quello di raddoppio aveva una capacità di ventuno carri, mentre quello di scalo, lungo 267 m, era a servizio del piano caricatore.

## Movimento

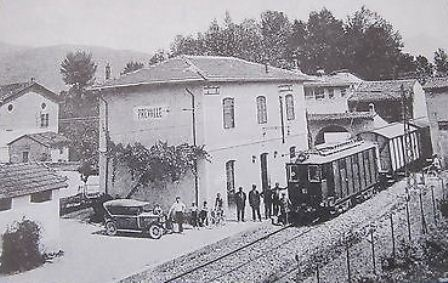
Treno merci in sosta presso la stazione

La stazione fu servita dai treni accelerati e misti della Rezzato-Vobarno Ferriera. Dal 1931 al 1954 si aggiunsero le corse tranviarie della Brescia-Salò.